# Eksnabblöpare
Eksnabblöpare (Philodromus praedatus) är en spindelart som beskrevs av O. Pickard-Cambridge 1871. Eksnabblöpare ingår i släktet Philodromus och familjen snabblöparspindlar. Enligt den svenska rödlistan är arten nära hotad i Sverige. Arten förekommer i Götaland och Gotland. Artens livsmiljö är skogslandskap, jordbrukslandskap. Inga underarter finns listade i Catalogue of Life.